# 青山忠門
青山忠門 （1518年／1511年—1571年4月30日／1575年6月14日）是日本戰國時代至安土桃山時代的武將。三河松平氏家臣。父親是青山忠世。

## 生平
生年有諸多說法。青山氏是上野國出身，在忠門時期從近江國移居至三河國，領有額田郡百百村，並仕於松平廣忠。天文17年（1548年），參加第二次小豆坂之戰。在廣忠死後，一時間投向今川義元麾下。永祿3年（1560年），在桶狹間之戰中，成為廣忠的兒子元康（後來的德川家康）的寄騎。在義元死後，投向元康。永祿6年（1563年），在三河一向一揆時，加入元康一方，守備岡崎城。
死去日期有諸多説法；元龜2年（1571年），在武田氏侵攻三河時防守，因為戰傷而死亡；天正3年（1575年），在與武田氏戰鬥時戰死。
兒子忠成仕於德川氏，在江戶時期成為譜代大名。

## 外部連結
- 武家家伝＿青山氏 （页面存档备份，存于）